# Warm and Tender
A Warm and Tender Olivia Newton-John 1989-ben megjelent albuma, melyen gyermekdalokat, altatókat énekel.

## Az album készítéséről
A hetvenes évek elejétől 1983-ig tartó sikersorozata után Olivia 1984-ben férjhez ment a Xanadu 1980-as forgatásán megismert Matt Lattanzihez, majd 1986 elején megszületett lányuk, Chloé Lattanzi. Olivia az életét ettől fogva elsősorban családjának, majd lányának szentelte. A zene ezekben az években sem lett teljesen mellőzve, két popzenei album is megjelent a nyolcvanas évek második felében, az 1985-ös Soul Kiss és az 1988-as The Rumour. A zenei élet gyors ütemű változása miatt azonban lemezei már nem tudták elérni a tíz évvel korábbi sikereket.
A The Rumour album mérsékelt amerikai sikere után egy évvel Olivia kockázatos művészi lépésre szánta el magát. Kisgyermekes anyukaként úgy találta, hogy a zenei piacon nem létezik igényes, kisgyermekeknek szóló lemez, ezért megjelentette Warm and Tender című, altatódalokból álló albumát, melyen a saját gyermeke számára általa énekelt dalokat gyűjtötte össze. Amerikai kiadója, az MCA Records nem merte vállalni a megjelentetés kockázatát, így azt a Geffen Records jelentette meg.
Az album bemutatására és népszerűsítésére készítették el az azonos című tévéműsort, melyet részben Olivia malibui ranchán vettek fel. A műsorban a lemezről, a környezetvédelemmel és az állatok szeretetével kapcsolatos érzéseiről mesél. Az album Brahms altatódala alapján készített Reach out for Me című daláról videóklip is készült, melyben lánya, a három év körüli Chloé is feltűnik. Az album egyik dala, a Twinkle Twinkle Little Star Hull a pelyhes fehér hó címmel nálunk is ismert karácsonyi gyermekdal.
Az Olivia korai folk-balladáinak énekstílusára emlékeztető dalok kritikusi oldalról elismerést hoztak Olivia számára, de az album –jellegéből adódóan– esélytelen volt komolyabb eladási eredményeket produkálni az akkoriban a funky és rapzene, Madonna uralta zenei piacon.

## Az album dalai
- Jenny Rebecca – 3:46 (Carol Hall)
- Rocking – 3:05 (cseh karácsonyi dal Pearcy Dearmer angol szövegével)
- Way You Look Tonight – 2:59 (Jerome Kern & Dorothy Fields)
- Lullaby My Lovely – 1:16 (német altatódal)
- You'll Never Walk Alone – 2:49 (Richard Rogers & Oscar Hammerstein II)
- Sleep My Princess – 1:08 (trad., angol szöveg R.Devon)
- Flower That Shattered the Stone – 3:22 (Joe Henry & John Jarvis)
- Twinkle Twinkle Little Star – 0:55 (trad., Hull a pelyhes fehér hó címmel magyar karácsonyi dalként ismerjük)
- Warm and Tender – 3:21 (Olivia Newton-John & John Farrar)
- Rock-A-Bye Baby – 0:42 (trad.)
- Over the Rainbow – 3:26 (Harold Arlen & E. Y. Harburg)
- Twelfth of Never – 4:23 (Paul Francis Webster & Jerry Livingston)
- All the Pretty Little Horses – 1:10 (trad.)
- When You Wish Upon a Star – 3:22 (Ned Washington & Leigh Harline)
- Reach Out For Me – 5:55 (Burt Bacharach & Hal David, Brahms altatódalának motívumaival) - 5:55

## Kiadások
- UK LP: Mercury 842 145-2
- Német LP: Mercury 842 145-1
- USA CD: Geffen 9 24257-2dj
- USA CD: Geffen 9 24257-2
- UK CD: Mercury 842 145-2
- Japán CD: Mercury PPD-9001
- Német CD: Mercury 842 145 2
- Ausztrál CD: Festival D 21001

## Az album kislemezei
- Reach Out For Me - Geffen Records PRO CD 3782 (CD Single)
- When You Wish Upon A Star / Rocking - Mercury Records MER 313 (SP és CD Single változatban is)

## Helyezések
- A popzene fővonalától távol álló és eleve nem a tömegízlést követő album a Billboard nagylemezlistán a 124. helyezést érte el.
- A Reach Out For Me című dal a Billboard AC (Adult Contemporary) listán a 32. helyezésig jutott.